# Aeschynomene filosa
Aeschynomene filosa är en ärtväxtart som beskrevs av George Bentham. Aeschynomene filosa ingår i släktet Aeschynomene och familjen ärtväxter. Inga underarter finns listade i Catalogue of Life.